# Gare de Frontignan
La gare de Frontignan est une gare ferroviaire française de la ligne de Tarascon à Sète-Ville, située sur le territoire de la commune de Frontignan, dans le département de l'Hérault en région Occitanie.
C'est une gare de la Société nationale des chemins de fer français (SNCF) desservie par les trains TER Occitanie.

## Situation ferroviaire

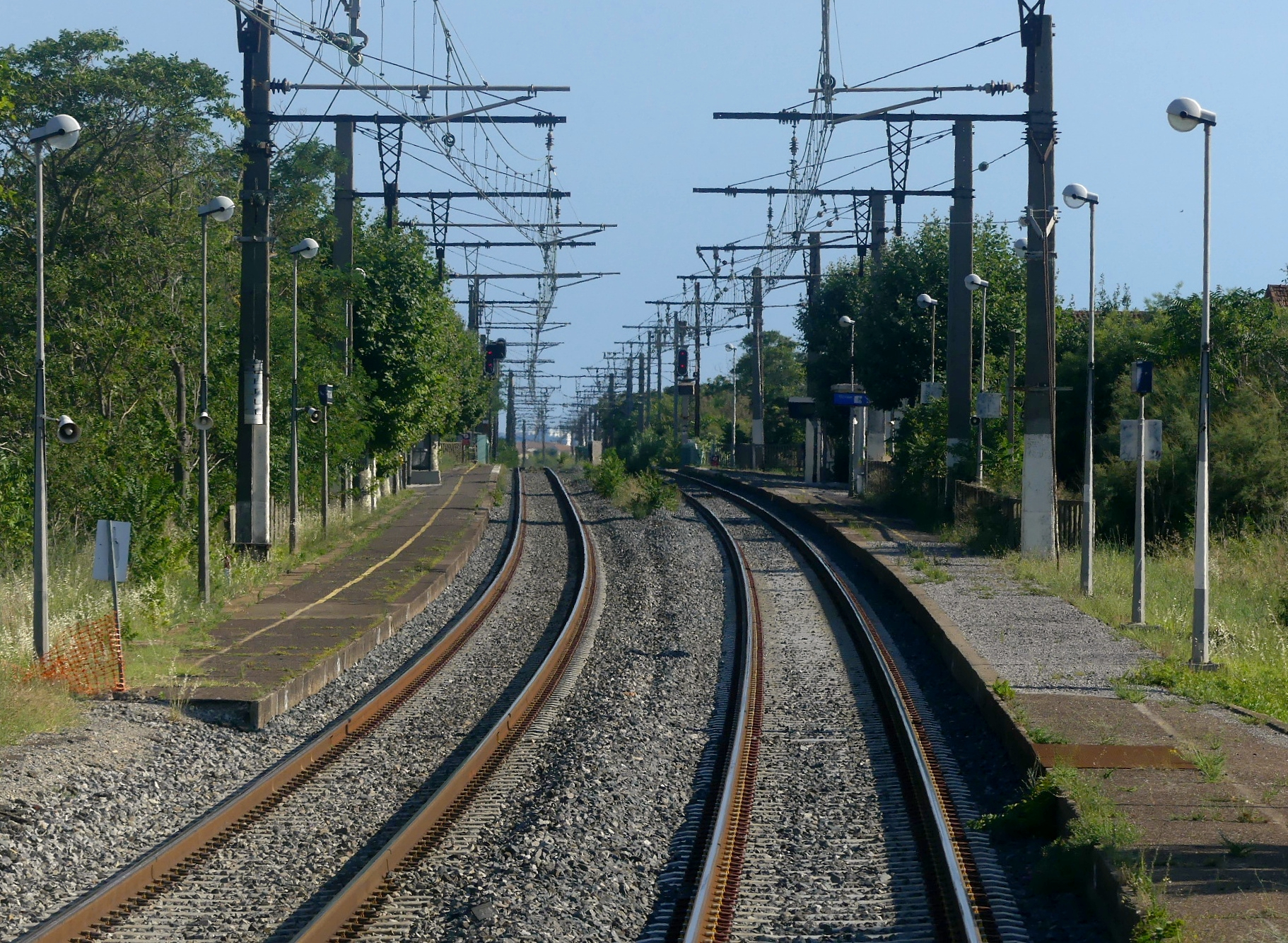
La gare en direction de Sète.

Établie à 5 mètres d'altitude, la gare de Frontignan est située au point kilométrique (PK) 97,695 de la ligne de Tarascon à Sète-Ville, entre les gares de Vic - Mireval et de Sète.

## Histoire
Dans les années 1830, après l'échec de la compagnie initiée par Garnier, puis celle de Mellet et Henry, la concession de la ligne de Montpellier à Cette, accordée le 9 juillet 1836, échoit finalement, en 1837, à un groupe de financiers parisiens dirigé par le baron de Mecklembourg et auquel est associé le constructeur anglais Thomas Brunton. La société anonyme Société anonyme du chemin de fer de Montpellier à Cette est fondée en juin 1838 et les travaux sont menés d'octobre 1837 à janvier 1839.

## Service des voyageurs

### Accueil
Gare SNCF, elle dispose d'un bâtiment voyageurs, avec guichet, ouvert du lundi au samedi, fermé les dimanches et jours fériés. Elle est équipée d'automates pour l'achat de titres de transport.
Un souterrain permet le passage d'un quai à l'autre.

### Desserte
Frontignan est desservie par des trains TER Occitanie qui effectuent des missions entre les gares : d'Avignon-Centre, ou de Nîmes ou de Montpellier-Saint-Roch, et de Narbonne, ou de Perpignan ou de Portbou.

### Intermodalité
Un parc pour les vélos et un parking pour les véhicules sont aménagés. La gare est desservie par des bus urbains.

## Fréquentation
De 2015 à 2023, selon les estimations de la SNCF, la fréquentation annuelle de la gare s'élève aux nombres indiqués dans le tableau ci-dessous.
| Année                     | 2015    | 2016    | 2017    | 2018    | 2019    | 2020    | 2021    | 2022    | 2023    |
| ------------------------- | ------- | ------- | ------- | ------- | ------- | ------- | ------- | ------- | ------- |
| Voyageurs seuls           | 321 072 | 325 249 | 338 991 | 280 570 | 294 107 | 223 824 | 330 673 | 432 281 | 476 785 |
| Voyageurs + non voyageurs | 401 340 | 406 562 | 423 739 | 350 713 | 367 634 | 279 780 | 413 342 | 540 352 | 595 982 |

## Projet
Fin 2016, il est annoncé le déménagement de la gare sur l'emplacement de l'ancienne raffinerie Exxon-Mobil avec une éventuelle ouverture du chantier de la nouvelle gare vers 2020. L'échéance n'est pas tenue.
En 2023, le Conseil régional d'Occitanie, la Ville de Frontignan et l'intercommunalité Sète Agglopôle Méditerranée détaillent les contraintes de la gare de Frontignan (dont l'absence d'accessibilité aux personnes handicapée) et les atouts du projet de nouvelle gare Frontignan - La Peyrade associé à un « pôle d'échanges multimodal » sur le site de l'ancienne raffinerie, avec une ouverture annoncée pour 2028.